# Ken Khouri
Ken Khouri, właśc. Kenneth Lloyd Khouri (ur. 1917 w regionie Saint Mary, zm. 20 września 2003 w Kingston) – jamajski producent muzyczny, założyciel pierwszej na wyspie wytwórni płytowej Records Limited (od roku 1957 Federal Records).

## Życiorys
Urodził się na terenach wiejskich w regionie Saint Mary, jako najmłodszy z czwórki rodzeństwa (miał trzy starsze siostry). Jego ojciec był synem uchodźców wojennych z Libanu, zaś rodzice matki pochodzili z Kuby. Wkrótce rodzina przeniosła się do stolicy Jamajki, Kingston, gdzie zajmujący się różnego rodzaju handlem ojciec otworzył sklep meblowy. Tam Kenneth podjął pracę u Josepha Issy, znanego w mieście biznesmena o syryjskich korzeniach, właściciela sieci sklepów z tekstyliami i innymi artykułami gospodarstwa domowego. Stopniowo awansował na pozycję menedżera ds. kontroli jakości towarów, natomiast w drugiej połowie lat 40. otworzył własny niewielki sklep meblowy. Jak przyznał w jednym z wywiadów, mimo iż żadna z tych prac nie dawała mu satysfakcji, zwykły przypadek sprawił, że zamiast handlowcem został jednym z pionierów jamajskiego przemysłu muzycznego.
W roku 1949 u jego ojca zdiagnozowano raka pęcherza moczowego. Dzięki znajomości z politykiem lewicy Normanem Manleyem udało mu się załatwić dokumenty niezbędne do zabrania ojca na operację do Stanów Zjednoczonych. Prosto z lotniska w Miami ojciec został zabrany karetką do szpitala Jackson Memorial Hospital, zaś Kenneth wynajął dla siebie samochód; jednak już pierwszego dnia auto okazało się być nie w pełni sprawne, wobec czego odstawił je do agencji domagając się naprawy. Oczekując na naprawienie usterki, spotkał młodego mężczyznę nieskutecznie próbującego sprzedać właścicielowi agencji prostą konsolę nagraniową. Dowiedziawszy się od chłopaka, iż jego żona właśnie urodziła i młode małżeństwo wraz z dzieckiem pilnie potrzebuje gotówki na podróż powrotną do domu w Kalifornii, zdecydował się odkupić od niego urządzenie za kwotę 350 dolarów. Dorzucił także młodemu człowiekowi kolejne 50 dolarów za pudło zawierające 100 czystych płyt winylowych.
Dwa tygodnie później stan zdrowia ojca poprawił się na tyle, że obaj powrócili na Jamajkę. Przywiezione przez Kennetha urządzenie szybko wzbudziło fascynację miejscowej ludności, wobec czego postanowił on zaoferować mieszkańcom możliwość nagrania na płycie swojego głosu. Liczba chętnych na kosztującą 30 szylingów usługę przeszła jego najśmielsze oczekiwania, w niedługim czasie wyrażając się w setkach osób, co zmusiło go do zamawiania kolejnych partii czystych winyli. Widząc komercyjny potencjał nagrywarki, Khouri wynajął pomieszczenie w klubie nocnym w niewielkiej miejscowości Red Gal Ring w regionie Saint Andrew, by przenieść się tam ze sprzętem i dzięki większej przestrzeni móc nagrywać już nie głosy, ale graną na żywo muzykę. Jako że nikt na wyspie nie posiadał wówczas maszyny tłoczącej, nawiązał kontakt z brytyjską wytwórnią Decca Records - do jej siedziby wysyłał acetatowe matryce z nagraniami, by otrzymywać z powrotem już gotowy nakład zmasterowanych 10-calowych winyli (78 RPM), w cenie 1,5 szylinga za sztukę. W dystrybucji płyt pomagał mu Alec Durie, właściciel mieszczącego się przy 12 King Street wielobranżowego sklepu Times Variety Store, który ponadto zamieszczał reklamę ich wydawnictw w sobotnich gazetach.
Pierwsze zrealizowane w ten sposób nagranie, sygnowane od nazwy sklepu labelką Times Records, ukazało się na początku roku 1954; był to utwór popularnego wokalisty mento Lorda Flea przy akompaniamencie grupy muzyków sesyjnych The Jamaican Calypsonians pt. "Naughty Little Flea" ("Wstrętna mała pchła"). Gdy początkowo zamówiony nakład w liczbie 500 krążków rozszedł się w mgnieniu oka, Khouri i Durie zamówili następne kilka tysięcy; nie mniejszym popytem cieszyły się kolejne single wykonawców mento, sprzedawane przez nich za 4-5 szylingów. Sukces zachęcił Khouriego do otwarcia własnego studia nagraniowego (pierwsze i jedyne na wyspie studio prowadził od kilku lat jego główny konkurent, Stanley Motta). W listopadzie 1954 roku, przy pomocy żony Glorii oraz technicznym wsparciu od pochodzącego z Australii inżyniera dźwięku Graeme'a Goodalla, na zapleczu swojego sklepu meblowego przy 129 King Street otworzył studio pod nazwą Records Limited. Za namową Goodalla wymienił wówczas swoją prymitywną wycinarkę matryc na zakupiony w USA magnetofon szpulowy Magnecorder PT6J-AH, wyposażając się przy okazji w prosty stół mikserski. Jako że drewniane ściany i blaszany dach budynku nie zapewniały odpowiedniego wyciszenia, większość sesji nagraniowych odbywała się w nocy.
Równocześnie, chcąc uniezależnić się od Decca, Khouri zamówił od jednej z kalifornijskich fabryk dwie maszyny tłoczące. Wraz ze sprzętem do Kingston przybył również specjalnie przeszkolony technik, który przez 3 miesiące miał uczyć Khouriego obsługi tłoczarek. Na starcie tego pionierskiego przedsięwzięcia nie obyło się bez problemów: zamówione z Londynu 5 ton polichlorku winylu okazało się być niezdatne do użytku. Brytyjski dostawca odmówił wymiany, a nawet zabrania surowca z powrotem, wobec czego Khouri był zmuszony wyrzucić całą partię na śmietnik; kolejne 5 ton, przy pośrednictwie wspomnianego technika, zamówił już od kalifornijskiego producenta swoich maszyn. Oprócz własnych nagrań, na podstawie umowy franczyzowej tłoczył i sprzedawał również wydawnictwa amerykańskiej wytwórni Mercury Records (były to najczęściej single znajdujące się aktualnie na szczytach amerykańskich list przebojów, takie jak "Skokiaan" Augusta Musarurwy, "Sh-Boom" The Chord czy też "The Little Shoemaker" The Gaylords).
W roku 1957 Khouri przeniósł studio i wytwórnię do nowego lokalu przy 220 Foreshore Road (obecnie Marcus Garvey Drive), zmieniając jednocześnie nazwę całego przedsięwzięcia na Federal Records. Zarówno Records Limited, jak i Times Records, zostały wówczas oddziałami Federal, które do końca lat 70. pozostawało jednym z najważniejszych ośrodków rozwoju muzyki jamajskiej. W roku 1977, podobnie jak duża część jamajskiej klasy średniej, Khouri wyemigrował do Stanów Zjednoczonych w obawie przed reformami socjalistycznego rządu premiera Michaela Manleya, zmierzającymi do wprowadzenia na wyspie komunizmu na wzór kubański. Wraz z żoną zamieszkał w Miami, zaś prowadzenie interesu pozostawił dwóm najstarszym synom: Paulowi i Richardowi, jednak pod ich kierownictwem wytwórnia popadła w długi. W listopadzie 1980 roku, po przegranych przez Manleya wyborach, powrócił na Jamajkę by podjąć próbę ratowania Federal Records; ostatecznie, w roku 1981, zdecydował się sprzedać Federal wytwórni Tuff Gong Boba Marleya i przejść na emeryturę.
W sierpniu 2003 roku stowarzyszenie historyków Institute of Jamaica zdecydowało o uhonorowaniu Khouriego medalem Musgrave'a za szczególne zasługi dla rozwoju kultury jamajskiej. Nie zdołał on jednak osobiście odebrać nagrody; zmarł 20 września 2003 roku na niewydolność serca, podczas gdy ceremonię wręczenia odznaczeń planowano na październik. Pozostawił żonę Glorię oraz sześcioro dzieci: Paula, Richarda, Roberta, Jennifer, Patricię oraz Ginę.